# Mistress of the Robes

Robe aus der Rokoko-Zeit

Die Mistress of the Robes (wörtlich übersetzt: Meisterin der Kleider) ist seit der Regentschaft von Maria I. ab 1553 die ranghöchste weibliche Angehörige des britischen Hofstaats, entsprechend einer Oberhofmeisterin. Die Bezeichnung geht auf die ursprünglichen Aufgaben dieses Amtes zurück, die vorwiegend die Verantwortlichkeit für die Kleidung und den Schmuck der Königin umfassten.
Die hohe Vertrauensposition einer Mistress of the Robes bei der regierenden Königin bzw. der Gemahlin des Königs (Queen Consort) hat bedeutenden politischen Stellenwert innerhalb des britischen Hofstaats. Die Königin-Witwe (Queen Dowager) und die Princess of Wales verfügten ebenfalls über eine eigene Mistress of the Robes. Seit der Regentschaft der Königin Victoria hatten fast immer nur Duchesses (Herzoginnen) das Amt inne. Als Mistress of the Robes bewohnt sie eine Wohnung im Buckingham Palace und begleitet die Königin oft auf deren Reisen. Als engste Vertraute hat sie Einblick in das bewegte Leben der britischen Königsfamilie.
| Name                                                                  | Lebensdaten | Mistress of the Robes der Königin    | Amtszeit                                      | Abbildung |
| --------------------------------------------------------------------- | ----------- | ------------------------------------ | --------------------------------------------- | --------- |
| Susan Tonge                                                           | (1510–1564) | Königin Maria I.                     | 1553–1558                                     |           |
| Dorothy, Lady Stafford                                                | (1526–1604) | Königin Elisabeth I.                 | 1559/1562–1603                                |           |
| Sarah Churchill, Duchess of Marlborough                               | (1660–1744) | Königin Anne                         | 1704–1710                                     |           |
| Elizabeth Seymour, Duchess of Somerset                                | (1667–1722) | Königin Anne                         | 1710–1714                                     |           |
| Diana Beauclerk, Duchess of St Albans                                 | (1679–1742) | Königin Caroline                     | 1714–1717                                     |           |
| Elizabeth Sackville, Duchess of Dorset                                | († 1768)    | Königin Caroline                     | 1723–1731                                     |           |
| Henrietta Howard, Countess of Suffolk                                 | (1688–1767) | Königin Caroline                     | 1731–1735                                     |           |
| Harriet Hamilton, Duchess of Hamilton                                 | († 1788)    | Augusta, Princess of Wales           | 1736–1745                                     |           |
| Grace Sackville, Countess of Middlesex                                | († 1763)    | Augusta, Princess of Wales           | 1747–1763                                     |           |
| Mary Bertie, Duchess of Ancaster and Kesteven                         | († 1793)    | Königin Charlotte                    | 1761–1793                                     |           |
| Elizabeth Thynne, Marchioness of Bath                                 | (1735–1825) | Königin Charlotte                    | 1793–1818                                     |           |
| Anne Townshend, Marchioness Townshend                                 | (1754–1819) | Königin Caroline                     | 1795–1819                                     |           |
| Catherine Osborne, Duchess of Leeds                                   | (1794–1874) | Königin Adelheid                     | 1830–1837                                     |           |
| Harriet Sutherland-Leveson-Gower, Duchess of Sutherland               | (1806–1868) | Königin Victoria                     | 1837–1841; 1846–1852; 1853–1858 und 1859–1861 |           |
| Charlotte Montagu-Douglas-Scott, Duchess of Buccleuch and Queensberry | (1811–1895) | Königin Victoria                     | 1841–1846                                     |           |
| Anne Murray, Duchess of Atholl                                        | (1814–1897) | Königin Victoria                     | 1852 und 1892–1895                            |           |
| Louisa Cavendish, Duchess of Devonshire                               | (1832–1911) | Königin Victoria                     | 1858–1859                                     |           |
| Elizabeth Wellesley, Duchess of Wellington                            | (1820–1904) | Königin Victoria                     | 1861–1868 und 1874–1880                       |           |
| Elizabeth Campbell, Duchess of Argyll                                 | (1824–1878) | Königin Victoria                     | 1868–1870                                     |           |
| Anne Sutherland-Leveson-Gower, Duchess of Sutherland                  | (1829–1888) | Königin Victoria                     | 1870–1874                                     |           |
| Elizabeth Russell, Duchess of Bedford                                 | (1818–1897) | Königin Victoria                     | 1880–1883 und 1886                            |           |
| Louisa Montagu-Douglas-Scott, Duchess of Buccleuch and Queensberry    | (1836–1912) | Königin Victoria                     | 1885–1886; 1886–1892 und 1895–1901            |           |
| Anne Innes-Ker, Duchess of Roxburghe                                  | (1854–1923) | Königin Victoria                     | 1883–1885 und 1892–1895                       |           |
| Louisa Montagu-Douglas-Scott, Duchess of Buccleuch and Queensberry    | (1836–1912) | Königin Alexandra                    | 1901–1912                                     |           |
| Winifred Cavendish-Bentinck, Duchess of Portland                      | (1863–1954) | Königin Alexandra                    | 1913–1925                                     |           |
| Evelyn Cavendish, Duchess of Devonshire                               | (1870–1960) | Königin Mary                         | 1910–1916 und 1921–1953                       |           |
| Eileen Sutherland-Leveson-Gower, Duchess of Sutherland                | (1891–1943) | Königin Mary                         | 1916–1921                                     |           |
| Helen Percy, Duchess of Northumberland                                | (1886–1965) | Königin Elizabeth, spätere Queen Mum | 1937–1964                                     |           |
| Kathleen Hamilton, Duchess of Abercorn                                | (1905–1990) | Königin Elizabeth, spätere Queen Mum | 1964–1990                                     |           |
| Mary Cavendish, Duchess of Devonshire                                 | (1895–1988) | Königin Elisabeth II.                | 1953–1967                                     |           |
| Fortune FitzRoy, Duchess of Grafton                                   | (1920–2021) | Königin Elisabeth II.                | 1967–2021                                     |           |